# 馬特烏斯·努內斯
馬特烏斯·路易斯·努內斯（葡萄牙語：Matheus Luiz Nunes；1998年8月27日—），葡萄牙職業足球員，司職中場，現效力於英超球會曼城。

## 俱樂部生涯
馬特烏斯·努內斯於1998年8月27日在里約熱內盧出生，擁有巴西和葡萄牙雙重國籍，生父離開了家庭，努內斯12歲時隨母親和英國繼父搬到里斯本區埃里塞拉。他開始在第六級聯賽的當地球隊埃里塞倫斯踢球，為了幫助家人，他還在踢球期間在教父的麵包店工作過一段時間。
2019年1月，士砵亭從埃斯托里爾將他簽下。努內斯在士砵亭進步很快，他進入了球隊的一線隊，上賽季為士砵亭出場39次，打進3球2助攻。
2023年9月1日，英超球會曼城與努內斯簽署了一份為期五年的合約。在2023/24賽季，努內斯並未獲得太多上場機會；然而在2024/25賽季，由於羅德里重傷缺陣、凱爾·沃克租借離隊等變故接連發生，努內斯獲得了更多的上場時間，並且先後踢過邊鋒、前腰、邊後衛等位置。在下半賽季，他作為一名右邊後衛逐漸站穩先發位置。2025年4月23日，努內斯在主場對陣阿斯頓維拉的比賽中於第94分鐘打入致勝球，同時也是他在曼城的首粒英超進球。

## 國家隊生涯
在2021年8月8日，Nunes在这个国家生活了十年后，收到了他的葡萄牙护照。 在那个月末，也就是他23岁生日的时候，他被巴西国家队主教练蒂特召集，成为9名补充球员之一，代表巴西参加了在英国举行的三场2022年国际足联世界杯 南美洲区预选赛，对阵智利、阿根廷和秘鲁； 由于没有完成2019冠状病毒病疫苗，他拒绝了这次召集，因为返回后需要隔离。 最终，Nunes决定不代表自己的出生国巴西，因为他收到了葡萄牙国家队主教练费尔南多·桑托斯的邀请，后者说服他代表葡萄牙国家队出战。
Nunes在2021年9月30日被桑托斯召集，参加了对阵卢森堡和卡塔尔的世界杯歐洲預選賽。 他在2021年10月9日获得了他的首个代表次数，首发参加了在阿尔加夫进行的对阵卡塔尔的友谊赛，比赛以3-0葡萄牙胜利结束。 他在2022年3月22日的预选赛附加赛中，参加了对阵土耳其的主场比赛，打进了他的首个国际比赛进球，葡萄牙以3-1获胜晋级。
2022年國際足協世界盃，努內斯獲召入葡萄牙國家隊。

## 榮譽
士砵亭
- 葡萄牙足球超級聯賽冠軍 : 2020–21
- 葡萄牙聯賽盃冠軍 : 2020-21[14]，2021–22[15]
- 葡萄牙超級盃冠軍 : 2021[16]

曼城
- 世界冠軍球會盃冠軍：2023[17]

## 外部連結
- 馬特烏斯·努內斯於ForaDeJogo的個人資料
- 馬特烏斯·努內斯在BDFutbol中的档案
- Soccerway資料庫：馬特烏斯·努內斯